# Рельєф Удмуртії

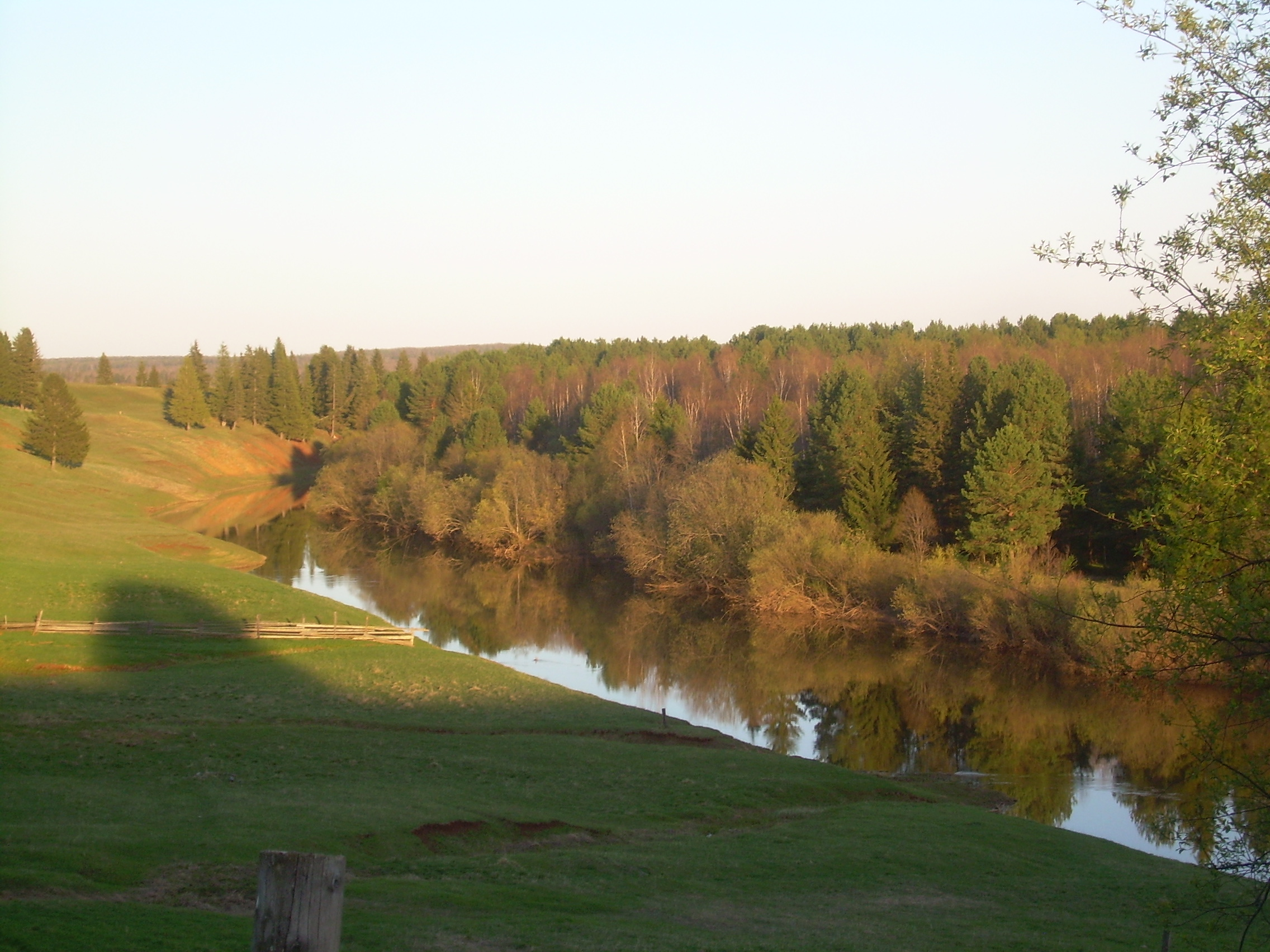
Верхньокамська височина

Територія Удмуртії розташована у східній частині Східно-Європейської рівнини, на заході Передуралля, і складається з декількох височин та рівнин. Найбільша з них — Верхньокамська височина — розчленована на 3 частини. Північна частина, яка займає правобережжя річки Чепца, належить безпосередньо до Верхньокамської височини. Біля витоків річки Пизеп, за 10 км на північ від села Карсовай, знаходиться найвища точка республіки висотою 332 м. Лівобережжя Чепци розділяється на 2 частини. У верхній течії починається Тиловайська (або Лозинська) височина, яка простягається на захід до села Сюмсі, знижуючись від 321 м біля села Зюзино до 230 м. В лівобережній частині Чепци розташована і Красногорська височина. За межами Удмуртії, у верхів'ях Лобані, вона з'єднується з В'ятськими увалами. Найвища точка у верхів'ї річки Убить має відмітку 290 м. Тиловайська та Красногорська височини розділяються східною частиною Кільмезької низовини, висоти якої, за виключенням окремих останцевих пагорбів, не перевищують 200 м. Західну частина південної половини республіки займає Можгинська височина з найвищою точкою 262 м. В межиріччі Іжа та Ками розташована Сарапульська височина з максимальною висотою 248 м. Високі орографічні елементи північної та південної частин Удмуртії відокремлені один від одного Центрально-Удмуртською депресією, вузьким зниженням, яке перетинає республіку майже навпіл. Висоти тут не перевищують 200 м, а на окремих останцевих пагорбах сягають 230 м.
Найменші відмітки рельєфу республіки приурочені до гирл Ками, В'ятки та становлять 56 м. Різниця між максимальною та мінімальною висотами сягає 280 м. Середні глибини ерозійного розчленування Верхньокамської, Сарапульської, Можгинської височин та Кільмезької низовини становлять 84, 105, 92 та 67 м відповідно. На рельєф суттєвий вплив здійснили склад та характер залягання гірських порід, що виходять на поверхню. Морфологія рельєфу межирічних ділянок визначається його ярусною будовою. Верхній ярус, або верхнє плато, представлений в межах Верхньокамської та східної частини Тиловайської височин. На більшій частині Красногорської та західної частини Тиловайської височин цей ярус зберігся у вузлових частинах вододілів у вигляді невеликих останців. Верхній ярус відповідає нерозчленованим вододілам з абсолютними відмітками понад 250 м. Середній ярус, або низьке плато, займає основну частину межиріччя. Абсолютні відмітки тут сягають 180—220 м. Цьому ярусу відповідають території Можгинської та Сарапульської височин. Від верхнього ярусу середній відокремлюється добре вираженим уступом висотою 40-80 м. Нижній ярус зустрічається на схилах вододілів, повертаючись до долин великих річок. Поверхня має терасований характер. Ступінчастість в будові вододілів відображає великі цикли ерозійного розчленування та денудаційного вирівнювання рельєфу в ході геологічної історії.